# Charlotte Bonnet
Charlotte Bonnet (ur. 14 lutego 1995 w Enghien-les-Bains) – francuska pływaczka, specjalizująca się głównie w stylu dowolnym.
Brązowa medalistka igrzysk olimpijskich w Londynie w sztafecie 4 × 200 m stylem dowolnym (razem z Camille Muffat, Ophélie-Cyrielle Étienne i Coralie Balmy). Na tych samych igrzyskach była również 20. na 100 m stylem dowolnym oraz 14. w sztafecie 4 × 100 m stylem zmiennym.
Srebrna medalistka mistrzostw Europy na krótkim basenie z Chartres na 200 m stylem dowolnym oraz brązowa medalistka na 100 m stylem dowolnym.
Dwukrotna mistrzyni Europy juniorów z Belgradu.